# Bembrops ocellatus
Bembrops ocellatus är en fiskart som beskrevs av Thompson och Suttkus, 1998. Bembrops ocellatus ingår i släktet Bembrops och familjen Percophidae. Inga underarter finns listade.